# HD 119992
HD 119992，又名BD+56 1683，SAO 28878、HR 5177，是一颗恒星，视星等为6.5，位于銀經107.97，銀緯59.66，其B1900.0坐标为赤經13h 41m 31.4s，赤緯+56° 59.66′ 26″。